# De döda kvinnorna
De döda kvinnorna (originaltitel: Las muertas) är en mexikansk kriminaldramaserie vars första säsong har premiär den 10 september 2025 på Netflix. Serien är baserad på Jorge Ibargüengoitias roman.

## Handling
Serien handlar om hur systrarna Baladro skapade ett bordellimperium och blev skoningslösa mördare i 1960-talets Mexiko.

## Rollista (i urval)
- Paulina Gaitan - Serafina Baladro
- Joaquín Cosio - Bedoya
- Alfonso Herrera -
- Arcelia Ramírez - Arcángela Baladro